# حارة الزايدة (صنعاء)
حارة الزايدة هي إحدى حارات حي بيت بوس بضواحي الأمانة مديرية سنحان وبني بهلول، بلغ تعداد سكانها 267 نسمة حسب تعداد اليمن لعام 2004.